# صالح النية (مسلسل)
صالح النية، مسلسل دراما إماراتي، عرض سنة 2015، وهو من إخراج مصطفى رشيد.

## الممثلون
- سعيد بتيجة بدور « صالح - أبو فالح»
- فاطمة الحوسني بدور «دلال - ام فالح»
- محمد سعيد السلطي بدور «بو محمد»
- عادل إبراهيم بن سفيان بدور «بوعزيز»
- عبدالرحمن الزرعوني بدور «مشتاق»
- هدى الغانم بدور «ام عزوز»
- أيمن خديم بدور «فالح»

### بالاشتراك
- صوغة
- محمد السعدي
- علياء المناعي
- مبارك خميس
- احمد يوسف
- في العزاوي
- إبراهيم القحومي
- محمد اسماعيل

### ضيوف شرف
- سيف الغانم
- مصطفى رشيد
- خالد عبدالغفار
- عبدالله بو عابد
- فاطمة حسن
- عبدالله بن لندن
- فاطمة جاسم
- عبير جلال